# پارک ملی تپه‌های سنگیلی
پارک ملی تپه‌های سنگیلی (انگلیسی: Sengiley Hills National Park) یک پارک ملی حفاظت‌شده در استان اولیانوفسک کشور روسیه است.